# الدوري المكسيكي الممتاز 1977-78
الدوري المكسيكي الممتاز 1977-78 (بالإسبانية: Primera División de México 1977-78)‏ هو موسم من الدوري المكسيكي الممتاز. كان عدد الأندية المشاركة فيه 20، وفاز فيه تايجرز أونال.